# Kap Oakeley
Das Kap Oakeley ist eine massige Landspitze an der Pennell-Küste des ostantarktischen Viktorialands. Das Kap markiert an der nordöstlichen Flanke der Quam Heights die südliche Begrenzung der Einfahrt zum Smith Inlet.
Entdeckt wurde es 1841 vom britischen Polarforscher James Clark Ross bei dessen Antarktisexpedition (1839–1843). Ross benannte das Kap nach Henry Oakeley (1816–1877), Maat auf dem Expeditionsschiff Erebus.